# 错果湖
错果湖，俗称耳海，是一个位于中国青海省海南藏族自治州共和县东北部的湖泊，属于青海湖东南侧的一个子湖，倒淌河的尾闾湖。湖泊呈细长形，长7千米，最大宽1.5千米，平均宽0.9千米，湖面面积6.29平方千米。湖水位3198.0米。集水面积774平方千米，补给系数123。湖水微咸，矿化度1.15克每升。